# Hägen
Hägen ist ein Ortsteil von Süderheistedt im Kreis Dithmarschen in Schleswig-Holstein.

## Geografie
Der Ortsteil Hägen liegt als eine durch das Gemeindegebiet von Norderheistedt vom Hauptsiedlungsbereich Süderheistedt getrennte Exklave im Norden des Kreises Dithmarschen nördlich vom Hauptort. Die Siedlung erstreckt sich im Bereich des Naturraums Heide-Itzehoer Geest (Haupteinheit Nr. 693) auf Höhenlagen zwischen etwa 5 und 10 Metern über Normalhöhennull.

## Geschichte
Am 1. April 1934 wurde die Kirchspielslandgemeinde Hennstedt aufgelöst. Alle ihre Dorfschaften, Dorfgemeinden und Bauerschaften wurden zu selbständigen Gemeinden/Landgemeinden, so auch Hägen.
Am 1. Januar 2009 wurde die Gemeinde Hägen in die Gemeinde Süderheistedt eingemeindet.

## Wirtschaft und Verkehr
Die Wirtschaft von Hägen ist von der Urproduktion der Landwirtschaft geprägt. Im Jahr 2004 hatte Hägen sechs landwirtschaftliche Betriebe bei etwa 285 Hektar genutzter landwirtschaftlicher Fläche.
Die schleswig-holsteinische Landesstraße 239 bindet den Ort nach Hennstedt im Norden, sowie den gemeindlichen Hauptort der Gemeinde in südlicher Richtung an.